# Stictochironomus puripennis
Stictochironomus puripennis är en tvåvingeart som först beskrevs av Jean-Jacques Kieffer 1921.  Stictochironomus puripennis ingår i släktet Stictochironomus och familjen fjädermyggor. Inga underarter finns listade i Catalogue of Life.